# Philippe Charles de La Fare

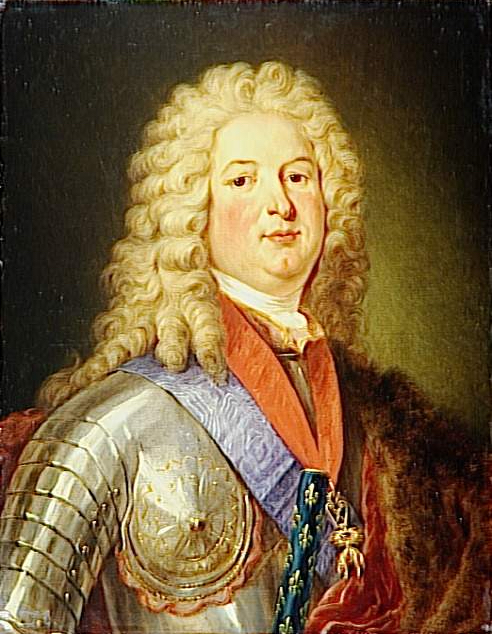
Philippe Charles, marquis de la Fare, maréchal de France en 1746, Porträt von Henri Serrur, Schloss Versailles

Philippe Charles de La Fare (* 15. Februar 1687; † 4. September 1752), Marquis de La Fare, Comte de Laugères, war ein französischer Adliger, Militär und Diplomat, der im Verlauf seiner Karriere bis zum Marschall von Frankreich befördert wurde.

## Leben
Philippe Charles de La Fare war der Sohn von Charles Auguste de La Fare, Marquis de La Fare-Laugères († 1712), und Louise Jeanne de Lux († 1691). Sein Bruder war Étienne Joseph de La Fare, Bischof von Laon, Pair de France.
Zu Beginn seiner militärischen Laufbahn war er Leutnant im Régiment du Roi. Im April 1704 erhielt er das Régiment de Gâtinais und wurde im Mai 1712 anstelle seines Vaters Capitaine des Gardes du Corps von Philippe de Bourbon, Herzog von Orléans und ab 1715 Regent Frankreichs. Am 1. Januar 1716 wurde er zum Brigadier der Infanterie befördert, im Oktober 1716 erhielt er das Régiment de Normandie.
Am 8. September 1718 wurde er Lieutenant-général im Gouvernement des Languedoc für das Vivarais, das Velay und das Bistum Uzès, sowie Gouverneur von Alès (Stadt und Burg) und der Cevennen. Am 10. August 1720 wurde er zum Maréchal de camp befördert.
1721 war er Botschafter Frankreichs in Spanien. Am 21. Januar 1722 wurde er in den Orden vom Goldenen Vlies (spanischer Zweig, Nr. 676) aufgenommen. 1724 wurde er Commandant en Chef im Languedoc.
Am 13. Mai 1731 wurde er in den Orden vom Heiligen Geist aufgenommen. Am 1. August 1734 wurde er zum Lieutenant-général des Armées du Roi befördert. Er trat zugunsten von Louis François Armand de Vignerot du Plessis, 3. Duc de Richelieu, als Lieutenant-général des Languedoc zurück und übernahm im März 1738 die gleiche Aufgabe in der Haute Bretagne und der Grafschaft Nantes 1740 dann im Gouvernement der Bretagne.
Im Österreichischen Erbfolgekrieg nahm er 1743 und 1744 an den Feldzügen im Elsass teil und wurde Kommandeur der Stadt Straßburg in Abwesenheit des Marschalls Coigny. Damit endete seine aktive militärische Laufbahn.
1744 wurde er Chevalier d’honneur von Maria Theresia von Spanien, der späteren (1745) Dauphine de France. Am 22. Oktober 1746 wurde er zum Marschall von Frankreich befördert.
Philippe Charles de La Fare starb am 4. September 1752 an den Pocken.

## Ehe und Familie
Philippe Charles de La Fare heiratete per Ehevertrag vom 6. August 1713 Françoise Paparel († 8. März 1730 in Paris, 24 Jahre alt), Tochter von Claude-François Paparel, Seigneur de Vitry-sur-Seine, Trésorier de l’ordinaire des guerres († 1725) und Marie Sauvion. Einziges Kind dieser Ehe war:
- Françoise Mélanie; ⚭ 13. April 1735[5] Claude Louis Le Bouthillier de Chavigny, Comte de Pons (* wohl 1693), Colonel du Régiment de Cambrésis, dann Brigadier, Sohn von Louis de Bouthillier de Chavigny, Comte de Pons, und Antoinette le Gouz-Maillard.